# モトヤエデュケイツ
株式会社モトヤエデュケイツは、岡山県倉敷市に本社を置く指定自動車教習所を運営する企業。

## 沿革
- 1960年 - 倉敷自動車教習所開校。
- 1980年 - 倉敷地所株式会社と合併。
- 2015年 - 株式会社土浦自動車学校の全株式を取得しグループ入り。
- 2018年 - 株式会社倉敷自動車教習所として分社化、前運営会社が持ち株会社制移行により社名をモトヤユナイテッド株式会社に社名変更[2]。有限会社茨城県西自動車学校の株式を取得し茨城県西自動車学校及び上筑波自動車学校をグループ入り。
- 2019年 - 東邦貿易興業株式会社の株式を取得し、株式会社取手自動車教習所と商号変更しグループ入り。
- 2022年 - 株式会社鹿島中央自動車学校の株式を取得しグループ入り。
- 2023年4月25日 - 株式会社モトヤエデュケイツと商号変更。
  - 6月1日グループ内の交通教育関連の会社（株）土浦自動車学校、（有）茨城県西自動車学校、（株）取手自動車教習所、（株）鹿島中央自動車学校、日本交通教育サービス（株）を吸収合併。
  - 株式会社報徳自動車学校（宇都宮南自動車教習所）、株式会社黒磯南自動車教習所の株式を取得しグループ入り。
- 2024年 - 岐阜県関自動車学校株式会社（関自動車学校）の株式を取得しグループ入り。

## グループ会社・事業所
- モトヤユナイテッド株式会社（岡山県倉敷市） - 持ち株会社

子会社（教育事業関連）
- 株式会社モトヤエデュケイツ - 本社・岡山県倉敷市 
  - 日本交通教育サービス（岡山県倉敷市） - 交通教育コンサルタント事業、ドローンスクール・フォークリフト教習。
  - 倉敷自動車教習所（岡山県倉敷市中島2236-100）
  - 土浦自動車学校（茨城県土浦市）
  - 茨城県西自動車学校（茨城県筑西市）
  - 上筑波自動車学校（茨城県つくば市）
  - 取手自動車教習所（茨城県つくばみらい市）
  - 鹿島中央自動車学校（茨城県鹿嶋市）
- 株式会社報徳自動車学校
  - 宇都宮南自動車教習所（栃木県宇都宮市）
- 株式会社黒磯南自動車教習所（栃木県那須塩原市）
- 岐阜県関自動車学校株式会社（岐阜県関市）
- メンキラベース株式会社（東京都港区） - 運転免許斡旋事業
- 株式会社スカイシーカー（東京都千代田区） - ドローン事業、ドローンスクール。

## 倉敷自動車教習所

### 取得できる免許
日本国内の自動車教習所で行われているすべての科目の教習が受けられる。
- 大型自動車免許
- 中型自動車免許
- 普通自動車免許（MT・AT）
- 大型特殊自動車免許
- 大型自動二輪車免許
- 普通自動二輪車免許（普通(400cc)・小型(125cc)）
- 普通自動二輪車免許
- 牽引免許
- 大型自動車第二種免許
- 中型自動車第二種免許
- 普通自動車第二種免許
- ペーパードライバー
- 限定解除（AT・中型8t・AT中型8t・小型二輪）

### アクセス
- 水島臨海鉄道水島本線西富井駅が最寄り駅。
- 無料送迎バスが6方向に出ている。
- 両備バス 倉敷自動車教習所前バス停

### 営業時間
- 9:00 - 19:50

### 設備
- KIDDY ROOM（託児室）
- レディースルーム
- 漫画コーナー

### 周辺
スターバックスやハピーズが隣接している

## 土浦自動車学校

### 取得できる免許
- 大型自動車第一種・第二種
- 中型自動車第一種・第二種
- 普通自動車第一種・第二種
- 大型自動二輪車
- 普通自動二輪車
- 小型自動二輪車
- 大型特殊
- フォークリフト

### 車両
- 大型自動車第一種 - 三菱ふそう・スーパーグレート
- 大型自動車第二種 - いすゞ・エルガ
- 中型自動車第一種 - いすゞ・フォワード
- 中型自動車第二種 - いすゞ・エルガLT
- 普通自動車第一種・第二種 -  トヨタ・カローラアクシオ、ホンダ・シビック、トヨタ・プリウス、BMW・318i、ホンダ・ステップワゴン、ホンダ・CR-V、ホンダ・ストリーム、ホンダ・オデッセイ
- 大型自動二輪車 - ハーレーダビッドソン・スポーツスター、ホンダ・CB750、ヤマハ・FZX750、スズキ・スカイウェイブ650（AT）
- 普通自動二輪車 - ホンダ・CB400Super Four、スズキ・スカイウェイブ400